# Società Sportiva Akragas Città dei Templi 2015-2016
Questa voce raccoglie le informazioni riguardanti la Società Sportiva Akragas Città dei Templi nelle competizioni ufficiali della stagione 2015-2016.

## Divise e sponsor
Il fornitore tecnico per la stagione 2015-2016 è Legea mentre gli sponsor di maglia sono Enel (main sponsor) e Meridiana (nel retro della maglia sotto la numerazione).
| Casa | Trasferta | Terza divisa | Quarta divisa |

## Rosa
| N. |                      | Ruolo | Calciatore           |
| -- | -------------------- | ----- | -------------------- |
|    | Italia (bandiera)    | P     | Antonio Lo Monaco    |
|    | Italia (bandiera)    | P     | Roberto Maurantonio  |
|    | Italia (bandiera)    | P     | Alessandro Vono      |
|    | Brasile (bandiera)   | D     | Thiago Cazé da Silva |
|    | Italia (bandiera)    | D     | Ciro Capuano         |
|    | Italia (bandiera)    | D     | Andrea De Rossi      |
|    | Croazia (bandiera)   | D     | Dragan Lovrić        |
|    | Italia (bandiera)    | D     | Daniele Marino       |
|    | Italia (bandiera)    | D     | Sergio Sabatino      |
|    | Italia (bandiera)    | D     | Andrea Scrugli       |
|    | Malta (bandiera)     | D     | Zach Muscat          |
|    | Italia (bandiera)    | D     | Alessio Grea         |
|    | Argentina (bandiera) | C     | Sergio Almirón       |
|    | Italia (bandiera)    | C     | Salvatore Aloi       |
|    | Argentina (bandiera) | C     | Juan Alberto Mauri   |

| N. |                      | Ruolo | Calciatore             |
| -- | -------------------- | ----- | ---------------------- |
|    | Italia (bandiera)    | C     | Maiko Candiano         |
|    | Italia (bandiera)    | C     | Francesco Salandria    |
|    | Italia (bandiera)    | C     | Giuseppe Savanarola    |
|    | Italia (bandiera)    | C     | Emanuele Trofo         |
|    | Brasile (bandiera)   | C     | Bruno Leonardo Vicente |
|    | Slovenia (bandiera)  | C     | Urban Žibert           |
|    | Bulgaria (bandiera)  | C     | Nikolay Dyulgerov      |
|    | Italia (bandiera)    | A     | Fabio Aveni            |
|    | Argentina (bandiera) | A     | Matias Cristaldi       |
|    | Italia (bandiera)    | A     | Andrea Di Grazia       |
|    | Italia (bandiera)    | A     | Matteo Di Piazza       |
|    | Italia (bandiera)    | A     | Mattia Fiore           |
|    | Italia (bandiera)    | A     | Vito Leonetti          |
|    | Italia (bandiera)    | A     | Giuseppe Madonia       |
|    | Italia (bandiera)    | A     | Salvatore Roghi        |

## Calciomercato

### Sessione estiva(dall'1/7 al 31/8)
| Acquisti | Acquisti            | Acquisti         | Acquisti                         |
| R.       | Nome                | da               | Modalità                         |
| -------- | ------------------- | ---------------- | -------------------------------- |
| P        | Christian Incardona | Macchitella Gela | definitivo                       |
| P        | Roberto Maurantonio | Carpi            | definitivo                       |
| P        | Alessandro Vono     |                  | svincolato                       |
| D        | Ciro Capuano        |                  | svincolato                       |
| D        | Dragan Lovrić       | Catania          | prestito con diritto di riscatto |
| D        | Daniele Marino      | Taranto          | definitivo                       |
| D        | Sergio Sabatino     | Arezzo           | definitivo                       |
| D        | Andrea Scrugli      | Pescara          | definitivo                       |
| D        | Thiago Cazé         | Lucchese         | definitivo                       |
| C        | Sergio Almirón      |                  | svincolato                       |
| C        | Salvatore Aloi      | Trapani          | prestito                         |
| C        | Danilo Greco        | Gattopardo       | definitivo                       |
| C        | Danilo Leanza       | Due Torri        | fine prestito                    |
| C        | Juan Mauri          | Milan            | prestito                         |
| C        | Francesco Salandria | Reggina          | definitivo                       |
| C        | Vicente             |                  | svincolato                       |
| C        | Urban Žibert        | Reggina          | definitivo                       |
| A        | Fabio Aveni         | Juve Stabia      | definitivo                       |
| A        | Matias Cristaldi    | Racing Club      | definitivo                       |
| A        | Matteo Di Piazza    | Maceratese       | svincolato                       |
| A        | Mattia Fiore        | Lazio            | prestito                         |
| A        | Vito Leonetti       | Bari             | prestito                         |
| A        | Giuseppe Madonia    | Matera           | definitivo                       |
| A        | Salvatore Roghi     | Arzanese         | definitivo                       |

| Cessioni | Cessioni              | Cessioni    | Cessioni      |
| R.       | Nome                  | a           | Modalità      |
| -------- | --------------------- | ----------- | ------------- |
| P        | Riccardo D'Alessandro | Venezia     | definitivo    |
| P        | Alessandro Evola      | Siracusa    | definitivo    |
| D        | Agatino Chiavaro      | Siracusa    | svincolato    |
| D        | Andrea De Rossi       | Catania     | definitivo    |
| D        | Pietro Dentice        | Reggina     | svincolato    |
| D        | Maurizio Maraucci     |             | svincolato    |
| D        | Riccardo Pellegrino   | Palermo     | fine prestito |
| D        | Vittorio Terminiello  | Sorrento    | definitivo    |
| D        | Francesco Vindigni    | Siracusa    | svincolato    |
| C        | Gabriele Aprile       |             | svincolato    |
| C        | Davide Baiocco        |             | svincolato    |
| C        | Alessandro Bonaffini  | Gela        | svincolato    |
| C        | Emanuele Catania      | Siracusa    | svincolato    |
| C        | Danilo Leanza         | Biancavilla | definitivo    |
| C        | Lucas Longoni         |             | svincolato    |
| C        | Francesco Perrone     | Reggina     | fine prestito |
| C        | Andrea Risolo         | Lecce       | fine prestito |
| A        | Nicola Arena          |             | svincolato    |
| A        | Ange Tresor Dezai     |             | svincolato    |
| A        | Giuseppe Meloni       | Fondi       | svincolato    |
| A        | Filippo Tiscione      | Fondi       | svincolato    |

### Operazioni tra le due sessioni
| Acquisti | Acquisti | Acquisti | Acquisti |
| R.       | Nome     | da       | Modalità |
| -------- | -------- | -------- | -------- |

| Cessioni | Cessioni       | Cessioni | Cessioni      |
| R.       | Nome           | a        | Modalità      |
| -------- | -------------- | -------- | ------------- |
| C        | Emanuele Trofo |          | svincolato    |
| C        | Sergio Almirón |          | fine carriera |

### Sessione invernale(dal 04/01 all'1/02)
| Acquisti | Acquisti          | Acquisti   | Acquisti   |
| R.       | Nome              | da         | Modalità   |
| -------- | ----------------- | ---------- | ---------- |
| D        | Andrea De Rossi   | Catania    | prestito   |
| D        | Alessio Grea      |            | svincolato |
| D        | Zach Muscat       | Birkirkara | definitivo |
| C        | Maiko Candiano    | Marsala    | definitivo |
| C        | Nikolay Dyulgerov | CSKA Sofia | definitivo |
| A        | Andrea Di Grazia  | Catania    | prestito   |

| Cessioni | Cessioni            | Cessioni | Cessioni      |
| R.       | Nome                | a        | Modalità      |
| -------- | ------------------- | -------- | ------------- |
| D        | Dragan Lovrić       | Catania  | fine prestito |
| D        | Sergio Sabatino     | Arezzo   | definitivo    |
| A        | Giuseppe Savanarola | Siracusa | svincolato    |

## Risultati

### Lega Pro

#### Girone d'andata
| Arbitro: | Mastrodonato (Molfetta) |

|               |           |  |
| Gammone 90+1’ | Marcatori |  |

| Arbitro: | Mei (Pesaro) |

|                           |           |           |
| Madonia 40’ Di Piazza 56’ | Marcatori | 72’ Croce |

| Cosenza 20 settembre 2015, ore 16:00 CEST 3ª giornata | Cosenza         | 0 – 0 referto | Akragas | Stadio San Vito (2 234 spett.)\| Arbitro: \| Boggi (Salerno) \| |
| Arbitro:                                              | Boggi (Salerno) |               |         |                                                                 |

| Arbitro: | Paterna (Teramo) |

|                   |           |  |
| Di Piazza 5’, 42’ | Marcatori |  |

| Arbitro: | Miele (Torino) |

|  |           |             |
|  | Marcatori | 85’ Vicente |

| Arbitro: | Mantelli (Brescia) |

|  |           |                                     |
|  | Marcatori | 12’ (rig.) Grandolfo 45’ Strambelli |

| Arbitro: | Tardino (Milano) |

|  |           |               |
|  | Marcatori | 59’ Salandria |

| Arbitro: | Bichisecchi (Livorno) |

|  |           |                |
|  | Marcatori | 29’, 83’ Polák |

| Arbitro: | Dionisi (L'Aquila) |

|                  |           |           |
| Volpe 80’ (rig.) | Marcatori | 6’ Žibert |

| Arbitro: | Mainardi (Bergamo) |

|              |           |            |
| Plasmati 87’ | Marcatori | 41’ Žibert |

| Arbitro: | Piscopo (Imperia) |

|  |           |                                            |
|  | Marcatori | 18’ Agyei 43’ Alfageme 52’, 72’ De Angelis |

| Arbitro: | Proietti (Terni) |

|                            |           |  |
| Cristea 9’, 82’ Baclet 55’ | Marcatori |  |

| Arbitro: | Ranaldi (Tivoli) |

|                |           |                                             |
| Savanarola 66’ | Marcatori | 23’ Moscardelli 40’ Curiale 90’ (rig.) Diop |

| Arbitro: | Baroni (Firenze) |

|  |           |           |
|  | Marcatori | 84’ Sarno |

| Arbitro: | Paolini (Ascoli Piceno) |

|             |           |               |
| Fornito 20’ | Marcatori | 11’ Cristaldi |

| Arbitro: | Perotti (Legnano) |

|              |           |                      |
| Leonetti 89’ | Marcatori | 13’, 28’, 68’ Masini |

| Arbitro: | Piccinini (Forlì) |

|              |           |  |
| De Falco 44’ | Marcatori |  |

#### Girone di ritorno
| Arbitro: | Bertani (Pisa) |

|               |           |                                                      |
| Di Grazia 48’ | Marcatori | 31’ Infantino 34’ Di Lorenzo 39’ Rolando 79’ Letizia |

| Arbitro: | D'Apice (Arezzo) |

|  |           |               |
|  | Marcatori | 54’ Di Piazza |

| Arbitro: | Giovani (Grosseto) |

|            |           |  |
| Žibert 49’ | Marcatori |  |

| Arbitro: | Annaloro (Collegno) |

|  |           |               |
|  | Marcatori | 67’ Di Grazia |

| Arbitro: | Massimi (Termoli) |

|                                  |           |  |
| Di Piazza 28’ Madonia 45’ (rig.) | Marcatori |  |

| Arbitro: | Marchetti (Ostia) |

|             |           |                             |
| De Vena 76’ | Marcatori | 28’ Di Grazia 63’ Di Piazza |

| Arbitro: | Curti (Milano) |

|               |           |  |
| Di Piazza 27’ | Marcatori |  |

| Arbitro: | Chindemi (Viterbo) |

|                                     |           |               |
| Lisi 45’ Del Sante 47’ Nicastro 85’ | Marcatori | 13’ Di Piazza |

| Arbitro: | Spinelli (Terni) |

|                                      |           |  |
| Di Piazza 5’, 71’ Madonia 28’ (rig.) | Marcatori |  |

| Arbitro: | Viotti (Tivoli) |

|                                                |           |                            |
| Madonia 11’ (rig.) Di Grazia 44’ Di Piazza 75’ | Marcatori | 82’ Falcone 90+5’ Nunzella |

| Arbitro: | Dionisi (L'Aquila) |

|                                                      |           |  |
| Giannone 13’ De Angelis 29’ Alfageme 40’ (rig.), 53’ | Marcatori |  |

| Arbitro: | Sassoli (Arezzo) |

|                      |           |             |
| Di Piazza 82’ (rig.) | Marcatori | 64’ Taurino |

| Lecce 9 aprile 2016, ore 15:00 CEST 30ª giornata | Lecce            | 0 – 0 referto | Akragas | Stadio Via del Mare (9 932 spett.)\| Arbitro: \| Balice (Termoli) \| |
| Arbitro:                                         | Balice (Termoli) |               |         |                                                                      |

| Arbitro: | Valiante (Nocera Inferiore) |

|                       |           |                    |
| Maza 14’ Riverola 80’ | Marcatori | 30’ (rig.) Madonia |

| Arbitro: | Fiorini (Frosinone) |

|                                       |           |                             |
| Žibert 50’ Leonetti 75’ Di Piazza 79’ | Marcatori | 3’, 45’ Tavares 89’ Gustavo |

| Arbitro: | Pagliardini (Arezzo) |

|                           |           |                          |
| Canotto 22’ Maimone 45+3’ | Marcatori | 66’ Marino 70’ Di Piazza |

| Arbitro: | Marchetti (Ostia) |

|            |           |              |
| Žibert 40’ | Marcatori | 44’ Angiulli |

### Coppa Italia Lega Pro

#### Fase a gironi
| Squadra       | P.ti | G | V | N | P | GF | GS | DR  |
| ------------- | ---- | - | - | - | - | -- | -- | --- |
| Akragas       | 6    | 2 | 2 | 0 | 0 | 15 | 1  | +14 |
| Vigor Lamezia | 3    | 2 | 1 | 0 | 1 | 6  | 11 | -5  |
| Paganese      | 0    | 2 | 0 | 0 | 2 | 0  | 9  | -9  |

| Arbitro: | Ranaldi (Tivoli) |

|                                                                                                  |           |            |
| Roghi 3’, 53’, 58’, 84’ Leonetti 9’, 62’, 78’ Capuano 12’ Aveni 19’ Anile 55’ (aut.) Almirón 81’ | Marcatori | 56’ Umbaca |

| Arbitro: | Fiorini (Frosinone) |

|  |           |                                            |
|  | Marcatori | 32’ (rig.), 40’ Almirón 46’, 58’ Di Piazza |

#### Fase a eliminazione diretta
| Arbitro: | Fourneau (Roma 1) |

|              |           |  |
| Leonetti 57’ | Marcatori |  |

| Arbitro: | Catona (Reggio Calabria) |

|                         |           |  |
| Roghi 73’ Cristaldi 85’ | Marcatori |  |

| Arbitro: | Viotti (Tivoli) |

|  |           |             |
|  | Marcatori | 7’ Leonetti |

| Arbitro: | Candeo (Este) |

|                                          |                      |                                       |
| Aveni 4’                                 | Marcatori            | 90’ Iemmello                          |
| Cristaldi Mauri Di Grazia Aloi Djulgerov | Tiri di rigore 3 – 4 | Vacca Floriano Iemmello Maza Lauriola |

## Statistiche

### Statistiche di squadra
| Competizione          | Punti   | In casa | In casa | In casa | In casa | In casa | In casa | In trasferta | In trasferta | In trasferta | In trasferta | In trasferta | In trasferta | Totale | Totale | Totale | Totale | Totale | Totale | DR  |
| Competizione          | Punti   | G       | V       | N       | P       | Gf      | Gs      | G            | V            | N            | P            | Gf           | Gs           | G      | V      | N      | P      | Gf     | Gs     | DR  |
| --------------------- | ------- | ------- | ------- | ------- | ------- | ------- | ------- | ------------ | ------------ | ------------ | ------------ | ------------ | ------------ | ------ | ------ | ------ | ------ | ------ | ------ | --- |
| Campionato            | 40 (-5) | 17      | 7       | 3       | 7       | 22      | 27      | 17           | 5            | 6            | 6            | 13           | 20           | 34     | 12     | 9      | 13     | 35     | 47     | -12 |
| Coppa Italia Lega Pro | 6       | 3       | 3       | 0       | 0       | 14      | 1       | 1            | 1            | 0            | 0            | 4            | 0            | 4      | 4      | 0      | 0      | 18     | 1      | +17 |
| Totale                | 46      | 20      | 10      | 3       | 7       | 36      | 28      | 18           | 6            | 6            | 6            | 17           | 20           | 38     | 16     | 9      | 13     | 53     | 48     | +4  |

### Andamento in campionato
| Giornata  | 1  | 2 | 3  | 4  | 5 | 6 | 7 | 8 | 9 | 10 | 11 | 12 | 13 | 14 | 15 | 16 | 17 | 18 | 19 | 20 | 21 | 22 | 23 | 24 | 25 | 26 | 27 | 28 | 29 | 30 | 31 | 32 | 33 | 34 |
| --------- | -- | - | -- | -- | - | - | - | - | - | -- | -- | -- | -- | -- | -- | -- | -- | -- | -- | -- | -- | -- | -- | -- | -- | -- | -- | -- | -- | -- | -- | -- | -- | -- |
| Luogo     | T  | C | T  | C  | T | C | T | C | T | T  | C  | T  | C  | C  | T  | C  | T  | C  | T  | C  | T  | C  | T  | C  | T  | C  | C  | T  | C  | T  | T  | C  | T  | C  |
| Risultato | P  | V | N  | V  | V | P | V | P | N | N  | P  | P  | P  | P  | N  | P  | P  | P  | V  | V  | V  | V  | V  | V  | P  | V  | V  | P  | N  | N  | P  | N  | N  | N  |
| Posizione | 14 | 2 | 17 | 10 | 6 | 4 | 2 | 6 | 6 | 6  | 7  | 9  | 12 | 13 | 13 | 14 | 15 | 15 | 14 | 13 | 14 | 10 | 10 | 9  | 10 | 8  | 8  | 9  | 10 | 10 | 11 | 11 | 11 | 12 |

Legenda:

Luogo: C = Casa; T = Trasferta. Risultato: V = Vittoria; N = Pareggio; P = Sconfitta.